# 族誌群體
族誌群體（英語：ethnographic group），或稱民族誌群體、民系、人誌學群體，是在較大的族群中，擁有共同文化軌跡的一個子群體。換言之，如果某人是一個族誌群體的成員，他也會認為自己是一個更大族群的成員，享有對這些群體的集體意識。儘管族誌群體擁有文化價值觀方面的差異、特徵，諸如生產生活方式、言語、宗教、服裝等，但仍與所屬族群有顯著的同質性。
族誌群體這一用詞於西歐較為罕見，而20世紀起在前蘇聯與東方集團廣泛使用，散見於保加利亞、格鲁吉亚、匈牙利與波蘭民族誌文獻中。美國的乌克兰歷史研究者保羅‧馬格齊認為族誌群體的概念與族群的概念極其相關，有學者將族誌群體視為族群的同義詞，否認兩者定義有特殊差別，現今的研究也多無法分辨族誌群體與族群的差異。
族誌群體的典型案例：下喀爾巴阡羅斯的盧森尼亞人（英語：Rusyns）是一個族群，可以分為蘭科人（英語：Lemkos）、博伊科人（英語：Boykos）、胡楚爾人（英語：Hutsuls）等族誌群體，此外還有保加利亞的波馬克人（英語：Pomaks）、波蘭的利普卡韃靼人（英語：Lipka Tatars）、喬治亞的赫夫蘇列季人（英語：Khevsurians）等。衛藏，安多，康區等藏族分支、瓦剌等蒙古族各部、维吾尔族的南北分支常被視爲中國境內比較典型，有活力的少數民族民系。